# Любартов
Любартов или Люба̀ртув (на полски: Lubartów) е град в Източна Полша, Люблинско войводство. Административен център е на Любартовски окръг, както и на селската Любартовска община, без да е част от нея. Самият град е обособен в самостоятелна община с площ 13,91 км2.

## География
Градът се намира в историческия регион Малополша. Разположен е близо до левия бряг на река Вепш, на 49 километра северно от Люблин.

## История
Градът е основан през 1543 година от Пьотър Фирлей.

## Население
Населението на града възлиза на 22 545 души (2010). Гъстотата е 1620,78 души/км2.

## Градове партньори
- Хайдудорог, Унгария
- Расейняй, Литва

## Личности

### Родени в града
- Феликс Бентковски – историк, филолог и библиограф
- Агата Буджинска – поетеса, певица и композитор
- Рафал Патира – журналист
- Алберт Ошик – актьор
- Мирослав Гранат – юрист
- Ивона Шитковска – актриса